# Catherine Grenier
Pour les articles homonymes, voir Grenier (homonymie).
Catherine Grenier (née en 1960 à Lyon) est conservatrice en chef du Patrimoine et historienne de l'art française. 
Après avoir été directrice adjointe du Musée national d'art moderne, elle est depuis 2014 directrice de la fondation Giacometti, à Paris.

## Biographie

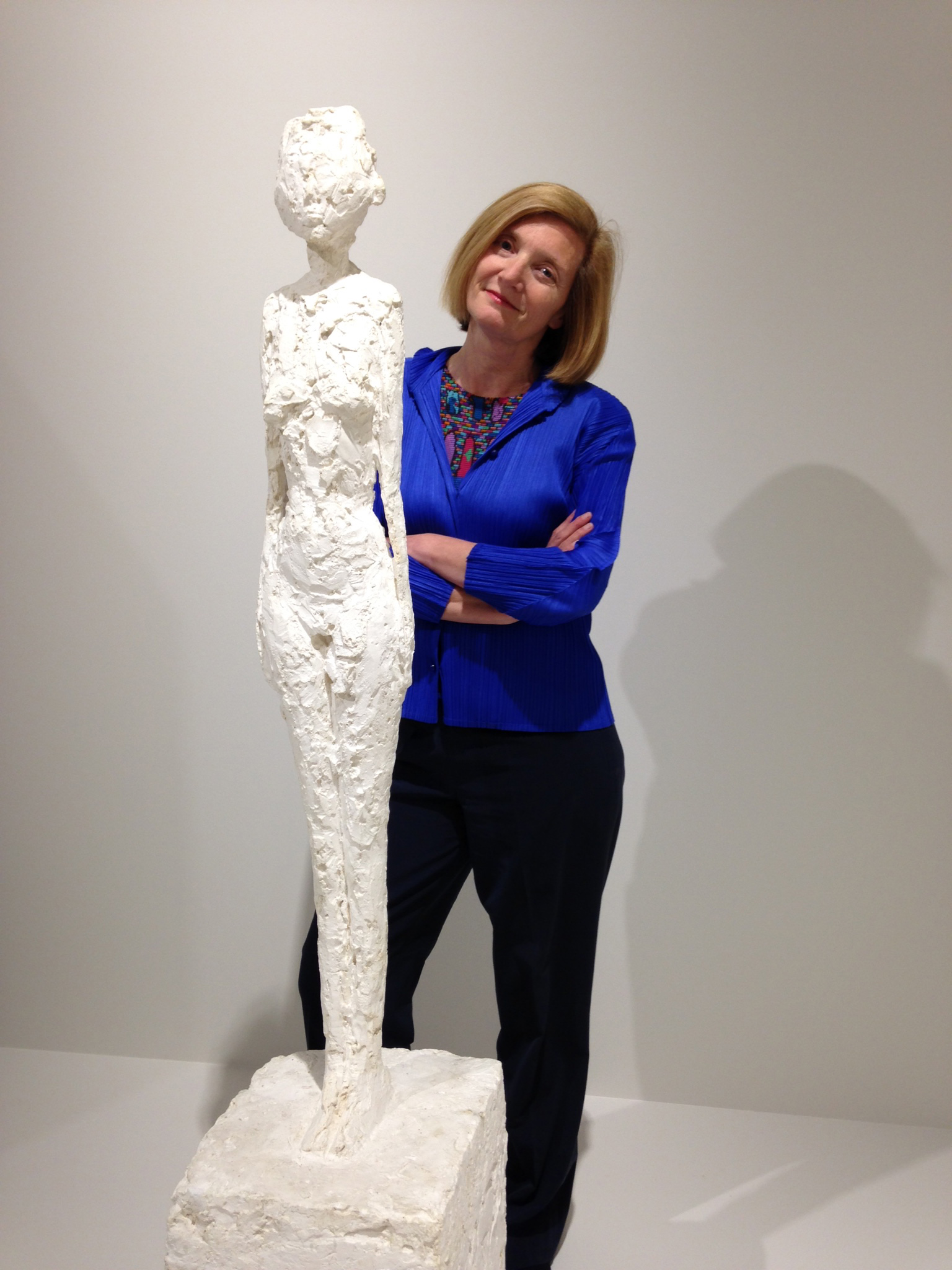
Catherine Grenier en 2015.

Diplômée de l'École du Louvre, elle obtient un DEA d'histoire de l’art (université Paris IV) puis le concours de conservateur du patrimoine. En 2013, sans être titulaire d'un doctorat, elle est habilitée à diriger des recherches, sur la base de ses travaux. 
En deux décennies, Catherine Grenier a orchestré une quarantaine d'expositions importantes comme « Les années pop » (2001), « Los Angeles 1955-1985 » (2006), « Abracadabra » (avec Catherine Kinley), essai sur la fantaisie de l’art en 1999, à la Tate Modern (Londres), le premier accrochage thématique au MNAM - Centre Pompidou, « Big Bang »  création et destruction dans l'art, puis « Modernités Plurielles », le premier accrochage de la collection du MNAM à partir d'une nouvelle géographie de l'art et notamment les avant-gardes des pays extra-occidentaux.   
En 2005, elle est appelée au cabinet du ministre de la culture, Renaud Donnedieu de Vabres. En 2007, elle est nommée directrice de la structure de préfiguration du Centre Pompidou-Alma dans une partie du Palais de Tokyo alors encore en friche. Elle proposait que le Palais de Tokyo devienne une plate-forme pour les artistes « en milieu de carrière et confirmés », une institution qui assure « la promotion de la scène artistique française » tout en l'inscrivant dans le nouveau réseau mondialisé de l'art. 
En 2009, le projet du Centre Pompidou-Alma est abandonné et elle est nommée directrice-adjointe du Musée national d’art moderne chargée du projet Recherche et Mondialisation au Centre Pompidou.
Elle a écrit de nombreux ouvrages dédiés à des artistes contemporains, des livres d’entretiens avec Christian Boltanski en 2007 (qui est traduit en cinq langues), avec Sophie Ristelhueber en 2010, avec Maurizio Cattelan en 2011, ainsi qu'une monographie sur Annette Messager publié en 2012.
Elle a également écrit plusieurs essais proposant une réflexion sur l'art moderne et contemporain comme : L'art contemporain est-il  chrétien ? (2003, Jacqueline Chambon), réflexion sur les thématiques bibliques dans les œuvres d'artistes avant-gardistes. À travers d’une analyse des thèmes de la chute, de la faiblesse et de l’échec, elle montre que l’inquiétude de notre société se traduit chez ces artistes par une présentation de l’homme dans ses limites humaines.
Dépression et subversion (2005, Centre Pompidou), étudie le lien entre la subversion des avant-gardes artistiques et la dépression, « maladie du siècle moderne, forme démocratique de la mélancolie ». 
Dans La revanche des émotions (2008), elle décrit un passage « du concept à l'affect » qui entraîne les artistes à réutiliser le pathos et à réhabiliter ses différentes formes : le rire, les pleurs, la colère.
Dans La fin des Musées ?, elle propose une réflexion prospective sur le musée du XXIe siècle, polymorphe et largement ouvert aux œuvres du monde entier. 
Elle a également publié un ouvrage sur Salvador Dalí qui montre son actualité pour des artistes contemporains célèbres comme Jeff Koons, Murakami et Urs Fisher (2012).
Une anthologie de textes réunis sous sa direction concernant l'art et la mondialisation a été publiée en 2013.
Elle prend la direction de la Fondation Giacometti en 2014.
En tant que directrice de la fondation Giacometti, elle a été commissaire de plusieurs rétrospectives inédites importantes consacrées à Alberto Giacometti.  
En 2016, elle lance « l'École des modernités » un nouveau programme de recherches sur la période moderne en préfiguration de l'ouverture en juin 2018 de l'Institut Giacometti au 5, rue Victor-Schœlcher dans le quartier du Montparnasse.

## Publications

### Monographies
- Alberto Giacometti, Flammarion, Paris, 2018
- Alberto Giacometti, Tate Modern, Londres, 2017
- Alberto Giacometti. Retrospective in China, Dilecta et Fondation Giacometti, Paris et Yuz Museum, Shanghai, 2016
- Alberto Giacometti. Fondation Giacometti, Paris et Fondation nationale des musées, Rabat, 2016
- Alberto Giacometti. Fondation Giacometti, Paris et Fonds Michel et Edouard Leclerc, Landerneau, 2015
- Annette Messager, Flammarion - Centre national des arts plastiques, Paris, 2012
- Salvador Dali, L'invention de soi, Flammarion, Paris, 2011
- Sara Rahbar, Asia Pacific Press, Hong Kong, 2011
- Jean-Michel Othoniel, Éditions du Centre Pompidou, Paris 2011
- Christian Boltanski, Flammarion, Paris et Flammarion Inc. (version anglaise), 2010
- Mona Hatoum, Rennie Collection, Vancouver, 2009
- Tania Mouraud, ESBA Montpellier, 2008
- Claudio Parmiggiani, Actes -Sud|Actes -Sud Arles-Paris, 2008
- Peter Doig, Phaidon Press, Londres, 2006
- Robert Morris, Édition Commune de Reggio d'Émilie, Italie, 2005
- Robert Morris, les vitraux de Maguelone, Éditions Erème, Paris, 2004
- Giuseppe Penone, Éditions du Centre Pompidou, Paris, 2004
- Annette Messager, Flammarion, Paris, 2000 ; Version anglaise : 2001, Flammarion inc., New York
- Georges Seurat, Bordas, Paris, 1991

### Livres d'entretiens
- Gérard Garouste et Catherine Grenier, Vraiment peindre, Paris, Éditions du Seuil, 2022, 160 p. (ISBN 978-2-7578-9611-2)
- Maurizio Cattelan: Le saut dans le vide, Seuil, Paris, 2011; édition italienne Rizzoli, Milan, 2011
- Sophie Ristelhueber: La guerre intérieure, Presse du Réel, Dijon, 2010
- La vie possible de Christian Boltanski, nouvelle édition augmentée, Christian Boltanski, Catherine Grenier, Seuil, Paris, 2010
- Mona Hatoum, Collection Rennie, Vancouver, 2009
- La vie possible de Christian Boltanski, Christian Boltanski, Catherine Grenier, Seuil, Paris, 2007 ; MFA Publications, Boston, États-Unis, 2009

### Essais
- La Manipulation des images dans l'art contemporain, Paris, Éditions du Regard, 2014, 180 p.  (ISBN 9782841053223)
- La fin des musées?, Paris, Éditions du Regard, 2013, 144 p.  (ISBN 9782841053094)
- Décentrements.Art et mondialisation. Anthologie de textes de 1950 à nos jours (direction d'édition), éditions du Centre Pompidou, Paris, 2013
- La revanche des émotions, Le Seuil, Paris, 2008
- Vanités contemporaines, Flammarion, Paris, 2006
- Dépression et subversion. Les racines de l’avant-garde, éditions du Centre Pompidou, Paris, 2004
- L’art contemporain est-il chrétien ?, éditions Jacqueline Chambon, Paris, 2003

## Expositions

### Commissariat d'expositions
- Alberto Giacometti, Histoire de Corps, Institut Giacometti, Paris, 2019
- Alberto Giacometti, Národní Galeries, Prague, République Tchèque, 2019
- Rodin - Giacometti, Fondation Gianadda, Martigny, Suisse, 2019
- Giacometti, Teresa Hubbard & Alexander Birchler, Flora, Institut Giacometti, Paris, 2019
- Giacometti - Peter Lindbergh, Saisir l'invisible, Institut Giacometti, Paris, 2019
- Alberto Giacometti, Solomon R. Guggenheim Museum, New York, USA, 2018
- Giacometti - Annette messager, Nos chambres, Institut Giacometti, Paris, 2018
- Bacon - Giacometti, Fondation Beyler, Bale, Suisse, 2018
- Alberto Giacometti, Musée national des beaux-arts de Québec (MNBAQ), 2018
- L'atelier d'Alberto Giacometti vu par Jean Genet, Institut Giacometti, Paris, 2018
- Alberto Giacometti, Tate Modern, Londres, 2017
- Picasso-Giacometti, Musée national Picasso, Paris, 2016
- Alberto Giacometti in China, Yuz Museum, Shanghai, 2016
- Alberto Giacometti, Musée Mohammed VI, Rabat, 2016
- Alberto Giacometti, Fonds Hélène & Édouard Leclerc, Landerneau, 2015
- Alberto Giacometti, Pera Museum, Istanbul, 2015
- Alberto Giacometti. El Ombre que Mira, Fundacion Canal, Madrid, 2015
- Alberto Giacometti. Galleria de Arte Moderna, Milan, 2014
- Jean-Michel Othoniel; Retrospective, mars-mai 2011 au Centre Pompidou, Paris
- Monumenta : Christian Boltanski, Grand Palais (Paris), Paris, janvier 2010[14],[15]
- Claudio Parmiggiani, Collège des Bernardins, Paris, 2009[16]
- Big Bang. Destruction et création dans l’art du XXe siècle. Accrochage thématique des collections d’art moderne et contemporain, juin 2005-mars 2006
- Los Angeles 1955-1985, Naissance d'une capitale artistique; 2006
- Giuseppe Penone, Rétrospective, 2004
- Les années Pop ; 2001
- Jour de fête, Jeunes Artistes Français; 2000
- Abracadabra, Une Nouvelle Scène Artistique ; Tate Gallery, Londres, 1999[17]
- Le Consortium, Une Collection; 1997
- Luciano Fabro; Rétrospective, 1996
- Tony Cragg; Rétrospective, 1996
- Francoise Vergier; Rétrospective, 1995
- Robert Morris; Rétrospective, 1995
- Erik Dietman; Rétrospective, 1994
- P. Corillon, J. Kerbrat, M. Craig-MARTIN, Projets in situ, 1994
- Marisa Merz; Rétrospective, 1994
- Alain Jacquet ; 1993
- A. Messager, C. Sherman, G. Kuchar ; 1993
- Jorg Immendorff; 1993
- Gunter Brus; Rétrospective, 1992
- Fischli & Weiss; 1992 (
- Pierre Klossowski, Centre National des Arts Plastiques, Paris, 1991